# Litoria myola
Litoria myola é uma espécie de anfíbio anuro da família Hylidae. Está presente na Austrália. A UICN classificou-a como em perigo crítico.